# Nyíregyháza Tigers 2015
Questa voce raccoglie le informazioni riguardanti i Nyíregyháza Tigers nelle competizioni ufficiali della stagione 2015.

## Hungarian Football League 2015

### Stagione regolare
| 4 aprile 2015 1ª giornata | Budapest Wolves | 59 – 14 | Nyíregyháza Tigers |  |

| 18 aprile 2015 3ª giornata | Bratislava Monarchs | 46 – 7 | Nyíregyháza Tigers |  |

| 25 aprile 2015 4ª giornata | Nyíregyháza Tigers | 49 – 40 | Győr Sharks |  |

| 16 maggio 2015 7ª giornata | Nyíregyháza Tigers | 38 – 15 | Újpest Bulldogs |  |

| 24 maggio 2015 8ª giornata | Miskolc Steelers | 13 – 42 | Nyíregyháza Tigers |  |

| 6 giugno 2015 10ª giornata | Nyíregyháza Tigers | 6 – 65 | Budapest Cowbells |  |

### Playoff
| Budapest 21 giugno 2015 Semifinale | Bratislava Monarchs | 44 – 6 | Nyíregyháza Tigers | BKV Előre Sport Club |

## Statistiche di squadra
| Competizione      | %Vittorie | In casa | In casa | In casa | In casa | In casa | In casa | In trasferta | In trasferta | In trasferta | In trasferta | In trasferta | In trasferta | Totale | Totale | Totale | Totale | Totale | Totale |
| Competizione      | %Vittorie | G       | V       | N       | P       | Pf      | Ps      | G            | V            | N            | P            | Pf           | Ps           | G      | V      | N      | P      | Pf     | Ps     |
| ----------------- | --------- | ------- | ------- | ------- | ------- | ------- | ------- | ------------ | ------------ | ------------ | ------------ | ------------ | ------------ | ------ | ------ | ------ | ------ | ------ | ------ |
| Stagione regolare | .500      | 3       | 2       | 0       | 1       | 93      | 120     | 3            | 1            | 0            | 2            | 63           | 118          | 6      | 3      | 0      | 3      | 156    | 238    |
| Playoff           | .000      | 0       | 0       | 0       | 0       | 0       | 0       | 1            | 0            | 0            | 1            | 6            | 44           | 1      | 0      | 0      | 1      | 6      | 44     |
| Totale            | .429      | 3       | 2       | 0       | 1       | 93      | 120     | 4            | 1            | 0            | 3            | 69           | 162          | 7      | 3      | 0      | 4      | 162    | 282    |